# Mark Frank
Mark Frank (* 21. Juni 1977 in Neustrelitz) ist ein ehemaliger deutscher Speerwerfer.
Er wurde deutscher Meister im Speerwurf im Jahr 2009 und nahm an den Weltmeisterschaften 2005 in Helsinki, 2009 in Berlin und 2011 in Daegu teil. Er wurde bei allen drei Weltmeisterschaften Achter. 2012 nahm er zwar an den Europameisterschaften in Helsinki teil, verpasste aber die Norm für die Teilnahme an den Olympischen Spielen in London im gleichen Jahr. Im September 2013 beendete er seine Karriere.
Mark Frank startete für den 1. LAV Rostock und wurde von Ralf Skopnik trainiert. Seine Bestleistung von 84,88 m warf er 2005 beim ISTAF in Berlin.

## Leistungsentwicklung
| Jahr | Bestweite [m] | Datum             | Ort         | Platzierung                                                          |
| ---- | ------------- | ----------------- | ----------- | -------------------------------------------------------------------- |
| 1999 | 77,62         | 31. Juli 1999     | Göteborg    | 3. U23-Europameisterschaften                                         |
| 2001 | 78,54         | 2. September 2001 | Stendal     |                                                                      |
| 2002 | 83,24         | 20. Juli 2002     | Cuxhaven    | 5. Deutsche Meisterschaften                                          |
| 2003 | 80,55         | 21. Juni 2003     | Neustrelitz | 6. Deutsche Meisterschaften                                          |
| 2004 | 81,21         | 11. Juni 2004     | Kassel      | 7. Deutsche Meisterschaften                                          |
| 2005 | 84,88         | 4. September 2005 | Berlin      | 4. Deutsche Meisterschaften, 8. Weltmeisterschaften, Europacupsieger |
| 2006 | 81,98         | 28. Mai 2006      | Zeulenroda  | 3. Deutsche Meisterschaften                                          |
| 2007 | 82,23         | 10. Juni 2007     | Schönebeck  |                                                                      |
| 2009 | 83,86         | 2. Juni 2009      | Dessau      | 1. Deutsche Meisterschaften, 8. Weltmeisterschaften                  |
| 2010 | 80,46         | 20. August 2010   | Thum        | 2. Deutsche Meisterschaften                                          |
| 2011 | 82,54         | 5. Juni 2011      | Schönebeck  | 2. Deutsche Meisterschaften                                          |
| 2012 | 81,50         | 25. Mai 2012      | Dessau      |                                                                      |

## Nachweise
1. ↑  www.dlv-sport.de

| Personendaten    | Personendaten         |
| ---------------- | --------------------- |
| NAME             | Frank, Mark           |
| KURZBESCHREIBUNG | deutscher Speerwerfer |
| GEBURTSDATUM     | 21. Juni 1977         |
| GEBURTSORT       | Neustrelitz, DDR      |